# Звання і відзнаки офіцерів сухопутних військ НАТО
Звання і відзнаки розрізнення офіцерів сухопутних військ НАТО (англ. Ranks and insignia of NATO armies officers) — це система уніфікованих військових звань, яка визначає положення (права, обов'язки) офіцерів сухопутних військ країн-учасниць Північноатлантичного Альянсу з урахуванням загальноприйнятих кодів STANAG 2116 для визначення старшинства офіцерських та інших звань у країнах-учасницях Альянсу.
Коди звань офіцерів сухопутних військ НАТО використовують з метою порівняння звань військовослужбовців збройних сил різних країн.
Офіцерські звання починаються з коду OF-1 (застосовується безпосередньо до всіх підлеглих офіцерів, що нижче за звання капітана) і закінчуються кодом OF-10, який еквівалентний у різних країнах званню маршала, фельдмаршала або генерала армії. У деяких країнах-членах НАТО еквівалента коду OF-10 немає. Код OF(D) — це спеціальний код для офіцерів, що проходять стажування.
У деяких країнах існує невизначеність в еквівалентності звань країн, наприклад в Люксембурзі, де відсутні звання генерал-майора та генерал-лейтенанта, проте наявне звання генерала, а тому виникає зміщення звань униз на декілька щаблів. Також в такій країні, як Ісландія, яка де-факто не має армії, а має тільки берегову охорону, найвищі звання беруть початок з коду OF-5, який еквівалентний званню полковника.
Нижче подано таблицю знаків офіцерів сухопутних військ з оригінальними назвами звань усіх країн-учасниць Північноатлантичного Альянсу, а також окремо таблицю знаків країн-партнерів Північноатлантичного альянсу.

## Коди офіцерів НАТО
| Код НАТО | Еквівалент                                         |
| -------- | -------------------------------------------------- |
| OF (D)   | стажист / кандидат / аспірант                      |
| OF-1     | лейтенант / молодший лейтенант / старший лейтенант |
| OF-2     | капітан                                            |
| OF-3     | майор                                              |
| OF-4     | підполковник                                       |
| OF-5     | полковник                                          |
| OF-6     | бригадний генерал                                  |
| OF-7     | генерал-майор                                      |
| OF-8     | генерал-лейтенант                                  |
| OF-9     | генерал                                            |
| OF-10    | маршал / фельдмаршал / генерал армії               |

## Звання і відзнаки офіцерів сухопутних військ НАТО
| Албанія (Ред.)                   | Без відповідника                 | Без відповідника                 | Без відповідника                 | Без відповідника                 |                                                   |                                                   |                                               |                                          |                                          |                                          |                               |                               |                                        |                         |                                           |                       |                       |                        |                                   |                                            | Без відповідника                           | Без відповідника                           | Без відповідника     | Без відповідника                                            | Без відповідника                                            | Без відповідника                                            |                  |                  |                  |                  |
| Албанія (Ред.)                   | Без відповідника                 | Без відповідника                 | Без відповідника                 | Без відповідника                 | Gjeneral                                          | Gjeneral                                          | Gjeneral Lejtant                              | Gjeneral Major                           | Gjeneral Brigade                         | Gjeneral Brigade                         | Kolonel                       | Kolonel                       | Nënkolonel                             | Major                   | Major                                     | Kapiten               | Kapiten               | Toger                  | Nëntoger                          | Nëntoger                                   | Без відповідника                           | Без відповідника                           | Без відповідника     | Без відповідника                                            | Без відповідника                                            | Без відповідника                                            |                  |                  |                  |                  |
| Бельгія (Ред.)                   | Без відповідника                 | Без відповідника                 | Без відповідника                 | Без відповідника                 |                                                   |                                                   |                                               |                                          |                                          |                                          |                               |                               |                                        |                         |                                           |                       |                       |                        |                                   |                                            | Без відповідника                           | Без відповідника                           | Без відповідника     | Без відповідника                                            | Без відповідника                                            | Без відповідника                                            |                  |                  |                  |                  |
| Бельгія (Ред.)                   | Без відповідника                 | Без відповідника                 | Без відповідника                 | Без відповідника                 | GénéralGeneraal                                   | GénéralGeneraal                                   | Lieutenant généralLuitenant- generaal         | Général- majorGeneraal- majoor           | Général de BrigadeBrigadegeneraal        | Général de BrigadeBrigadegeneraal        | ColonelKolonel                | ColonelKolonel                | Lieutenant- colonelLuitenant- kolonel  | MajorMajoor             | Capitaine- commandantKapitein- commandant | CapitaineKapitein     | CapitaineKapitein     | LieutenantLuitenant    | Sous- lieutenantOnderluitenant    | Sous- lieutenantOnderluitenant             | Без відповідника                           | Без відповідника                           | Без відповідника     | Без відповідника                                            | Без відповідника                                            | Без відповідника                                            |                  |                  |                  |                  |
| Болгарія (Ред.)                  | Без відповідника                 | Без відповідника                 | Без відповідника                 | Без відповідника                 |                                                   |                                                   |                                               |                                          |                                          |                                          |                               |                               |                                        |                         |                                           |                       |                       |                        |                                   |                                            |                                            |                                            |                      | Без відповідника                                            | Без відповідника                                            | Без відповідника                                            |                  |                  |                  |                  |
| Болгарія (Ред.)                  | Без відповідника                 | Без відповідника                 | Без відповідника                 | Без відповідника                 | Генерал                                           | Генерал                                           | Генерал- лейтенант                            | Генерал- майор                           | Бригаден генерал                         | Бригаден генерал                         | Полковник                     | Полковник                     | Подполковник                           | Майор                   | Майор                                     | Капитан               | Капитан               | Старши лейтенант       | Лейтенант                         | Лейтенант                                  | Офицерски кандидат                         | Офицерски кандидат                         | Офицерски кандидат   | Без відповідника                                            | Без відповідника                                            | Без відповідника                                            |                  |                  |                  |                  |
| Велика Британія (Ред.)           |                                  |                                  |                                  |                                  |                                                   |                                                   |                                               |                                          |                                          |                                          |                               |                               |                                        |                         |                                           |                       |                       |                        |                                   |                                            |                                            |                                            |                      | Без відповідника                                            | Без відповідника                                            | Без відповідника                                            |                  |                  |                  |                  |
| Велика Британія (Ред.)           | Field Marshal1Фельдмаршал        | Field Marshal1Фельдмаршал        | Field Marshal1Фельдмаршал        | Field Marshal1Фельдмаршал        | GeneralГенерал                                    | GeneralГенерал                                    | Lieutenant-GeneralГенерал-лейтенант           | Major-GeneralГенерал-майор               | BrigadierБригадир                        | BrigadierБригадир                        | ColonelПолковник              | ColonelПолковник              | Lieutenant-ColonelПідполковник         | MajorМайор              | MajorМайор                                | CaptainКапітан        | CaptainКапітан        | LieutenantЛейтенант    | Second LieutenantДругий лейтенант | Second LieutenantДругий лейтенант          | Officer CadetКадет                         | Officer CadetКадет                         | Officer CadetКадет   | Без відповідника                                            | Без відповідника                                            | Без відповідника                                            |                  |                  |                  |                  |
| Греція (Ред.)                    | Без відповідника                 | Без відповідника                 | Без відповідника                 | Без відповідника                 |                                                   |                                                   |                                               |                                          |                                          |                                          |                               |                               |                                        |                         |                                           |                       |                       |                        |                                   |                                            | Без відповідника                           | Без відповідника                           | Без відповідника     | Без відповідника                                            | Без відповідника                                            | Без відповідника                                            |                  |                  |                  |                  |
| Греція (Ред.)                    | Без відповідника                 | Без відповідника                 | Без відповідника                 | Без відповідника                 | ΣτρατηγόςStratigos                                | ΣτρατηγόςStratigos                                | ΑντιστράτηγοςAntistratigos                    | ΥποστράτηγοςYpostratigos                 | ΤαξίαρχοςTaxiarchos                      | ΤαξίαρχοςTaxiarchos                      | ΣυνταγματάρχηςSyntagmatarchis | ΣυνταγματάρχηςSyntagmatarchis | ΑντισυνταγματάρχηςAntisyntagmatarchis  | ΤαγματάρχηςTagmatarchis | ΤαγματάρχηςTagmatarchis                   | ΛοχαγόςLochagos       | ΛοχαγόςLochagos       | ΥπολοχαγόςYpolochagos  | ΑνθυπολοχαγόςAnthypolochagos      | ΑνθυπολοχαγόςAnthypolochagos               | Без відповідника                           | Без відповідника                           | Без відповідника     | Без відповідника                                            | Без відповідника                                            | Без відповідника                                            |                  |                  |                  |                  |
| Код НАТО                         | OF-10                            | OF-10                            | OF-10                            | OF-10                            | OF-9                                              | OF-9                                              | OF-8                                          | OF-7                                     | OF-6                                     | OF-6                                     | OF-5                          | OF-5                          | OF-4                                   | OF-3                    | OF-3                                      | OF-2                  | OF-2                  | OF-1                   | OF-1                              | OF-1                                       | OF(D)                                      | OF(D)                                      | OF(D)                | Student Officer                                             | Student Officer                                             | Student Officer                                             |                  |                  |                  |                  |
| Данія (Ред.)                     | Без відповідника                 | Без відповідника                 | Без відповідника                 | Без відповідника                 |                                                   |                                                   |                                               |                                          |                                          |                                          |                               |                               |                                        |                         |                                           |                       |                       |                        |                                   |                                            |                                            |                                            |                      |                                                             |                                                             |                                                             |                  |                  |                  |                  |
| Данія (Ред.)                     | Без відповідника                 | Без відповідника                 | Без відповідника                 | Без відповідника                 | General                                           | General                                           | Generalløjtnant                               | Generalmajor                             | Brigadegeneral                           | Brigadegeneral                           | Oberst                        | Oberst                        | Oberstløjtnant                         | Major                   | Major                                     | Kaptajn               | Kaptajn               | Premierløjtnant        | Løjtnant                          | Løjtnant                                   | Sekondløjtnant                             | Sekondløjtnant                             | Sekondløjtnant       | Værnepligtig Sergent                                        | Værnepligtig Sergent                                        | Værnepligtig Sergent                                        |                  |                  |                  |                  |
| Естонія (Ред.)                   | Без відповідника                 | Без відповідника                 | Без відповідника                 | Без відповідника                 |                                                   |                                                   |                                               |                                          |                                          |                                          |                               |                               |                                        |                         |                                           |                       |                       |                        |                                   |                                            | Без відповідника                           | Без відповідника                           | Без відповідника     | Без відповідника                                            | Без відповідника                                            | Без відповідника                                            |                  |                  |                  |                  |
| Естонія (Ред.)                   | Без відповідника                 | Без відповідника                 | Без відповідника                 | Без відповідника                 | Kindral                                           | Kindral                                           | Kindralleitnant                               | Kindralmajor                             | Brigaadikindral                          | Brigaadikindral                          | Kolonel                       | Kolonel                       | Kolonelleitnant                        | Major                   | Major                                     | Kapten                | Kapten                | Leitnant               | Nooremleitnant                    | Lipnik                                     | Без відповідника                           | Без відповідника                           | Без відповідника     | Без відповідника                                            | Без відповідника                                            | Без відповідника                                            |                  |                  |                  |                  |
| Ісландія (Ред.)                  | Без відповідника                 | Без відповідника                 | Без відповідника                 | Без відповідника                 | Без відповідника                                  | Без відповідника                                  | Без відповідника                              | Без відповідника                         | Без відповідника                         | Без відповідника                         |                               |                               |                                        |                         |                                           |                       |                       |                        |                                   |                                            |                                            |                                            |                      |                                                             | Без відповідника                                            | Без відповідника                                            | Без відповідника | Без відповідника | Без відповідника | Без відповідника |
| Ісландія (Ред.)                  | Без відповідника                 | Без відповідника                 | Без відповідника                 | Без відповідника                 | Без відповідника                                  | Без відповідника                                  | Без відповідника                              | Без відповідника                         | Без відповідника                         | Без відповідника                         | Ofursti                       | Ofursti                       | Undirofursti                           | Undirofursti            | Majór                                     | Majór                 | Höfuðsmaður           | Höfuðsmaður            | Liðsforingi                       | Liðsforingi                                | Liðsforingi                                | Undirliðsforingi                           | Undirliðsforingi     | Undirliðsforingi                                            | Без відповідника                                            | Без відповідника                                            | Без відповідника | Без відповідника | Без відповідника | Без відповідника |
| Іспанія (Ред.)                   |                                  |                                  |                                  |                                  |                                                   |                                                   |                                               |                                          |                                          |                                          |                               |                               |                                        |                         |                                           |                       |                       |                        |                                   |                                            |                                            |                                            |                      |                                                             |                                                             |                                                             |                  |                  |                  |                  |
| Capitán general1Генерал- капітан | Capitán general1Генерал- капітан | Capitán general1Генерал- капітан | Capitán general1Генерал- капітан | General de EjércitoГенерал армії | General de EjércitoГенерал армії                  | Teniente generalГенерал- лейтенант                | General de divisiónДивізійний генерал         | General de brigadaБригадний генерал      | General de brigadaБригадний генерал      | CoronelПолковник                         | CoronelПолковник              | Teniente coronelПідполковник  | ComandanteКомендант                    | ComandanteКомендант     | CapitánКапітан                            | CapitánКапітан        | TenienteЛейтенант     | AlférezЕнсін           | AlférezЕнсін                      | Caballero Alférez CadeteДжентльмен курсант | Caballero Alférez CadeteДжентльмен курсант | Caballero Alférez CadeteДжентльмен курсант | Alumno repetidor     | Alumno 2º                                                   | Alumno 1º                                                   |                                                             |                  |                  |                  |                  |
| Італія (Ред.)                    |                                  |                                  |                                  |                                  |                                                   |                                                   |                                               |                                          |                                          |                                          |                               |                               |                                        |                         |                                           |                       |                       |                        |                                   |                                            | Без відповідника                           | Без відповідника                           | Без відповідника     |                                                             |                                                             |                                                             |                  |                  |                  |                  |
| Італія (Ред.)                    | generale                         | generale                         | generale                         | generale                         | generale di corpo d'armata con incarichi speciali | generale di corpo d'armata con incarichi speciali | generale di corpo d'armata (tenente generale) | generale di divisione (maggior generale) | generale di brigata (brigadier generale) | generale di brigata (brigadier generale) | colonnello                    | colonnello                    | tenente colonnello                     | maggiore                | maggiore                                  | primo capitano        | capitano              | tenente                | sottotenente                      | sottotenente                               | Без відповідника                           | Без відповідника                           | Без відповідника     | allievo ufficiale                                           | allievo ufficiale                                           | allievo ufficiale                                           |                  |                  |                  |                  |
| Код НАТО                         | OF-10                            | OF-10                            | OF-10                            | OF-10                            | OF-9                                              | OF-9                                              | OF-8                                          | OF-7                                     | OF-6                                     | OF-6                                     | OF-5                          | OF-5                          | OF-4                                   | OF-3                    | OF-3                                      | OF-2                  | OF-2                  | OF-1                   | OF-1                              | OF-1                                       | OF(D)                                      | OF(D)                                      | OF(D)                | Student Officer                                             | Student Officer                                             | Student Officer                                             |                  |                  |                  |                  |
| Канада (Ред.)                    | Без відповідника                 | Без відповідника                 | Без відповідника                 | Без відповідника                 |                                                   |                                                   |                                               |                                          |                                          |                                          |                               |                               |                                        |                         |                                           |                       |                       |                        |                                   |                                            | Без відповідника                           | Без відповідника                           | Без відповідника     |                                                             |                                                             |                                                             |                  |                  |                  |                  |
| Канада (Ред.)                    | Без відповідника                 | Без відповідника                 | Без відповідника                 | Без відповідника                 | GeneralGénéral                                    | GeneralGénéral                                    | Lieutenant- GeneralLieutenant- général        | Major- GeneralMajor- général             | Brigadier- GeneralBrigadier- général     | Brigadier- GeneralBrigadier- général     | Colonel                       | Colonel                       | Lieutenant- ColonelLieutenant- colonel | Major                   | Major                                     | CaptainCapitaine      | CaptainCapitaine      | Lieutenant             | Second LieutenantSous- lieutenant | Second LieutenantSous- lieutenant          | Без відповідника                           | Без відповідника                           | Без відповідника     | Officer CadetÉlève- officier                                | Officer CadetÉlève- officier                                | Officer CadetÉlève- officier                                |                  |                  |                  |                  |
| Латвія (Ред.)                    | Без відповідника                 | Без відповідника                 | Без відповідника                 | Без відповідника                 | Без відповідника                                  | Без відповідника                                  |                                               |                                          |                                          |                                          |                               |                               |                                        |                         |                                           |                       |                       |                        |                                   |                                            | Без відповідника                           | Без відповідника                           | Без відповідника     | Без відповідника                                            | Без відповідника                                            | Без відповідника                                            |                  |                  |                  |                  |
| Латвія (Ред.)                    | Без відповідника                 | Без відповідника                 | Без відповідника                 | Без відповідника                 | Без відповідника                                  | Без відповідника                                  | Ģenerālleitnants                              | Ģenerālmajors                            | Brigādes Ģenerālis                       | Brigādes Ģenerālis                       | Pulkvedis                     | Pulkvedis                     | Pulkvežleitnants                       | Majors                  | Majors                                    | Kapteinis             | Kapteinis             | Virsleitnants          | Leitnants                         | Leitnants                                  | Без відповідника                           | Без відповідника                           | Без відповідника     | Без відповідника                                            | Без відповідника                                            | Без відповідника                                            |                  |                  |                  |                  |
| Литва (Ред.)                     | Без відповідника                 | Без відповідника                 | Без відповідника                 | Без відповідника                 | Без відповідника                                  | Без відповідника                                  |                                               |                                          |                                          |                                          |                               |                               |                                        |                         |                                           |                       |                       |                        |                                   |                                            | Без відповідника                           | Без відповідника                           | Без відповідника     |                                                             |                                                             |                                                             |                  |                  |                  |                  |
| Литва (Ред.)                     | Без відповідника                 | Без відповідника                 | Без відповідника                 | Без відповідника                 | Без відповідника                                  | Без відповідника                                  | Generolas leitenantas                         | Generolas majoras                        | Brigados generolas                       | Brigados generolas                       | Pulkininkas                   | Pulkininkas                   | Pulkininkas leitenantas                | Majoras                 | Majoras                                   | Kapitonas             | Kapitonas             | Vyresnysis leitenantas | Leitenantas                       | Leitenantas                                | Без відповідника                           | Без відповідника                           | Без відповідника     | Kariūnas                                                    | Kariūnas                                                    | Kariūnas                                                    |                  |                  |                  |                  |
| Люксембург (Ред.)                | Без відповідника                 | Без відповідника                 | Без відповідника                 | Без відповідника                 |                                                   |                                                   | Без відповідника                              | Без відповідника                         |                                          |                                          |                               |                               |                                        |                         |                                           |                       |                       |                        |                                   |                                            |                                            |                                            |                      | Без відповідника                                            | Без відповідника                                            | Без відповідника                                            |                  |                  |                  |                  |
| Люксембург (Ред.)                | Без відповідника                 | Без відповідника                 | Без відповідника                 | Без відповідника                 | Général- Commandant en Chef                       | Général- Commandant en Chef                       | Без відповідника                              | Без відповідника                         | Général-Chef d'État-Major                | Général-Chef d'État-Major                | Colonel                       | Colonel                       | Lieutenant- Colonel                    | Major                   | Major                                     | Capitaine             | Capitaine             | Premier- Lieutenant    | Lieutenant                        | Lieutenant                                 | Aspirant- Officier                         | Aspirant- Officier                         | Aspirant- Officier   | Без відповідника                                            | Без відповідника                                            | Без відповідника                                            |                  |                  |                  |                  |
| Нідерланди (Ред.)                | Без відповідника                 | Без відповідника                 | Без відповідника                 | Без відповідника                 |                                                   |                                                   |                                               |                                          |                                          |                                          |                               |                               |                                        |                         |                                           |                       |                       |                        |                                   |                                            |                                            |                                            |                      | Без відповідника                                            | Без відповідника                                            | Без відповідника                                            |                  |                  |                  |                  |
| Нідерланди (Ред.)                | Без відповідника                 | Без відповідника                 | Без відповідника                 | Без відповідника                 | Generaal                                          | Generaal                                          | Luitenant- generaal                           | Generaal- majoor                         | Brigade- generaal                        | Brigade- generaal                        | Kolonel                       | Kolonel                       | Luitenant- kolonel                     | Majoor                  | Majoor                                    | Kapitein / Ritmeester | Kapitein / Ritmeester | 1e Luitenant           | 2e Luitenant                      | 2e Luitenant                               | Vaandrig / Kornet                          | Vaandrig / Kornet                          | Vaandrig / Kornet    | Без відповідника                                            | Без відповідника                                            | Без відповідника                                            |                  |                  |                  |                  |
| Код НАТО                         | OF-10                            | OF-10                            | OF-10                            | OF-10                            | OF-9                                              | OF-9                                              | OF-8                                          | OF-7                                     | OF-6                                     | OF-6                                     | OF-5                          | OF-5                          | OF-4                                   | OF-3                    | OF-3                                      | OF-2                  | OF-2                  | OF-1                   | OF-1                              | OF-1                                       | OF(D)                                      | OF(D)                                      | OF(D)                | Student Officer                                             | Student Officer                                             | Student Officer                                             |                  |                  |                  |                  |
| Німеччина (Ред.)                 | Без відповідника                 | Без відповідника                 | Без відповідника                 | Без відповідника                 |                                                   |                                                   |                                               |                                          |                                          |                                          |                               |                               |                                        |                         |                                           |                       |                       |                        |                                   |                                            |                                            |                                            |                      | Інше звання + тонкий срібний шнур відображає кар'єру кадета | Інше звання + тонкий срібний шнур відображає кар'єру кадета | Інше звання + тонкий срібний шнур відображає кар'єру кадета |                  |                  |                  |                  |
| Німеччина (Ред.)                 | Без відповідника                 | Без відповідника                 | Без відповідника                 | Без відповідника                 | General                                           | General                                           | Generalleutnant                               | Generalmajor                             | Brigadegeneral                           | Brigadegeneral                           | Oberst                        | Oberst                        | Oberstleutnant                         | Major                   | Major                                     | Stabshauptmann        | Hauptmann             | Oberleutnant           | Leutnant                          | Leutnant                                   | Oberfähnrich                               | Fähnrich                                   | Fahnenjunker         | Інше звання + тонкий срібний шнур відображає кар'єру кадета | Інше звання + тонкий срібний шнур відображає кар'єру кадета | Інше звання + тонкий срібний шнур відображає кар'єру кадета |                  |                  |                  |                  |
| Норвегія (Ред.)                  | Без відповідника                 | Без відповідника                 | Без відповідника                 | Без відповідника                 |                                                   |                                                   |                                               |                                          |                                          |                                          |                               |                               |                                        |                         |                                           |                       |                       |                        |                                   |                                            | Без відповідника                           | Без відповідника                           | Без відповідника     | Без відповідника                                            | Без відповідника                                            | Без відповідника                                            |                  |                  |                  |                  |
| Норвегія (Ред.)                  | Без відповідника                 | Без відповідника                 | Без відповідника                 | Без відповідника                 | General                                           | General                                           | Generalløytnant                               | Generalmajor                             | Brigader                                 | Brigader                                 | Oberst                        | Oberst                        | Oberstløytnant                         | Major                   | Major                                     | Kaptein / Rittmester  | Kaptein / Rittmester  | Løytnant               | Fenrik                            | Fenrik                                     | Без відповідника                           | Без відповідника                           | Без відповідника     | Без відповідника                                            | Без відповідника                                            | Без відповідника                                            |                  |                  |                  |                  |
| Польща (Ред.)                    |                                  |                                  |                                  |                                  |                                                   |                                                   |                                               |                                          |                                          |                                          |                               |                               |                                        |                         |                                           |                       |                       |                        |                                   |                                            | Без відповідника                           | Без відповідника                           | Без відповідника     | Різні                                                       | Різні                                                       | Різні                                                       |                  |                  |                  |                  |
| Польща (Ред.)                    | Marszałek Polski1                | Marszałek Polski1                | Marszałek Polski1                | Marszałek Polski1                | Generał                                           | Generał                                           | Generał broni                                 | Generał dywizji                          | Generał brygady                          | Generał brygady                          | Pułkownik                     | Pułkownik                     | Podpułkownik                           | Major                   | Major                                     | Kapitan               | Kapitan               | Porucznik              | Podporucznik                      | Podporucznik                               | Без відповідника                           | Без відповідника                           | Без відповідника     | Podchorąży                                                  | Podchorąży                                                  | Podchorąży                                                  |                  |                  |                  |                  |
| Португалія (Ред.)                |                                  |                                  |                                  |                                  |                                                   |                                                   |                                               |                                          |                                          |                                          |                               |                               |                                        |                         |                                           |                       |                       |                        |                                   |                                            |                                            |                                            |                      | Різні                                                       | Різні                                                       | Різні                                                       |                  |                  |                  |                  |
| Португалія (Ред.)                | Marechal1                        | Marechal1                        | Marechal1                        | Marechal1                        | General                                           | General                                           | Tenente- general                              | Major- general                           | Brigadeiro- general                      | Brigadeiro- general                      | Coronel                       | Coronel                       | Tenente- coronel                       | Major                   | Major                                     | Capitão               | Capitão               | Tenente                | Alferes                           | Alferes                                    | Aspirante-a- Oficial                       | Aspirante-a- Oficial                       | Aspirante-a- Oficial | Cadete- Aluno                                               | Cadete- Aluno                                               | Cadete- Aluno                                               |                  |                  |                  |                  |
| Румунія (Ред.)                   |                                  |                                  |                                  |                                  |                                                   |                                                   |                                               |                                          |                                          |                                          |                               |                               |                                        |                         |                                           |                       |                       |                        |                                   |                                            | Без відповідника                           | Без відповідника                           | Без відповідника     | Без відповідника                                            | Без відповідника                                            | Без відповідника                                            |                  |                  |                  |                  |
| Румунія (Ред.)                   | Mareșal1                         | Mareșal1                         | Mareșal1                         | Mareșal1                         | General                                           | General                                           | General- locotenent                           | General- maior                           | General de brigadă                       | General de brigadă                       | Colonel                       | Colonel                       | Locotenent- colonel                    | Maior                   | Maior                                     | Căpitan               | Căpitan               | Locotenent             | Sublocotenent                     | Sublocotenent                              | Без відповідника                           | Без відповідника                           | Без відповідника     | Без відповідника                                            | Без відповідника                                            | Без відповідника                                            |                  |                  |                  |                  |
| Код НАТО                         | OF-10                            | OF-10                            | OF-10                            | OF-10                            | OF-9                                              | OF-9                                              | OF-8                                          | OF-7                                     | OF-6                                     | OF-6                                     | OF-5                          | OF-5                          | OF-4                                   | OF-3                    | OF-3                                      | OF-2                  | OF-2                  | OF-1                   | OF-1                              | OF-1                                       | OF(D)                                      | OF(D)                                      | OF(D)                | Student Officer                                             | Student Officer                                             | Student Officer                                             |                  |                  |                  |                  |
| США (Ред.)                       |                                  |                                  |                                  |                                  |                                                   |                                                   |                                               |                                          |                                          |                                          |                               |                               |                                        |                         |                                           |                       |                       |                        |                                   |                                            | Різні                                      | Різні                                      | Різні                | Різні                                                       | Різні                                                       | Різні                                                       |                  |                  |                  |                  |
| США (Ред.)                       | General of the Army1             | General of the Army1             | General of the Army1             | General of the Army1             | General                                           | General                                           | Lieutenant General                            | Major General                            | Brigadier General                        | Brigadier General                        | Colonel                       | Colonel                       | Lieutenant Colonel                     | Major                   | Major                                     | Captain               | Captain               | First Lieutenant       | Second Lieutenant                 | Second Lieutenant                          | Officer Candidate                          | Officer Candidate                          | Officer Candidate    | Officer Cadet                                               | Officer Cadet                                               | Officer Cadet                                               |                  |                  |                  |                  |
| Словаччина (Ред.)                | Без відповідника                 | Без відповідника                 | Без відповідника                 | Без відповідника                 |                                                   |                                                   |                                               |                                          |                                          |                                          |                               |                               |                                        |                         |                                           |                       |                       |                        |                                   |                                            | Без відповідника                           | Без відповідника                           | Без відповідника     | Без відповідника                                            | Без відповідника                                            | Без відповідника                                            |                  |                  |                  |                  |
| Словаччина (Ред.)                | Без відповідника                 | Без відповідника                 | Без відповідника                 | Без відповідника                 | Generál                                           | Generál                                           | Generálporučík                                | Generálmajor                             | Brigádny Generál                         | Brigádny Generál                         | Plukovník                     | Plukovník                     | Podplukovník                           | Major                   | Major                                     | Kapitán               | Kapitán               | Nadporučík             | Poručík                           | Poručík                                    | Без відповідника                           | Без відповідника                           | Без відповідника     | Без відповідника                                            | Без відповідника                                            | Без відповідника                                            |                  |                  |                  |                  |
| Словенія (Ред.)                  | Без відповідника                 | Без відповідника                 | Без відповідника                 | Без відповідника                 |                                                   |                                                   |                                               |                                          |                                          |                                          |                               |                               |                                        |                         |                                           |                       |                       |                        |                                   |                                            | Без відповідника                           | Без відповідника                           | Без відповідника     | Без відповідника                                            | Без відповідника                                            | Без відповідника                                            |                  |                  |                  |                  |
| Словенія (Ред.)                  | Без відповідника                 | Без відповідника                 | Без відповідника                 | Без відповідника                 | General                                           | General                                           | Generalpodpolkovnik                           | Generalmajor                             | Brigadir                                 | Brigadir                                 | Polkovnik                     | Polkovnik                     | Podpolkovnik                           | Major                   | Major                                     | Stotnik               | Stotnik               | Nadporočnik            | Poročnik                          | Poročnik                                   | Без відповідника                           | Без відповідника                           | Без відповідника     | Без відповідника                                            | Без відповідника                                            | Без відповідника                                            |                  |                  |                  |                  |
| Туреччина (Ред.)                 |                                  |                                  |                                  |                                  |                                                   |                                                   |                                               |                                          |                                          |                                          |                               |                               |                                        |                         |                                           |                       |                       |                        |                                   |                                            |                                            |                                            |                      | Без відзнаки                                                | Без відзнаки                                                | Без відзнаки                                                |                  |                  |                  |                  |
| Туреччина (Ред.)                 | Mareşal11                        | Mareşal11                        | Mareşal11                        | Mareşal11                        | Genelkurmay Başkanlığı                            | Orgeneral                                         | Korgeneral                                    | Tümgeneral                               | Tuğgeneral                               | Tuğgeneral                               | Albay                         | Albay                         | Yarbay                                 | Binbaşı                 | Binbaşı                                   | Yüzbaşı               | Yüzbaşı               | Üsteğmen               | Teğmen                            | Teğmen                                     | Asteğmen                                   | Asteğmen                                   | Asteğmen             | Harbiyeli                                                   | Harbiyeli                                                   | Harbiyeli                                                   |                  |                  |                  |                  |
| Угорщина (Ред.)                  | Без відповідника                 | Без відповідника                 | Без відповідника                 | Без відповідника                 |                                                   |                                                   |                                               |                                          |                                          |                                          |                               |                               |                                        |                         |                                           |                       |                       |                        |                                   |                                            | Без відповідника                           | Без відповідника                           | Без відповідника     |                                                             |                                                             |                                                             |                  |                  |                  |                  |
| Угорщина (Ред.)                  | Без відповідника                 | Без відповідника                 | Без відповідника                 | Без відповідника                 | Vezérezredes                                      | Vezérezredes                                      | Altábornagy                                   | Vezérőrnagy                              | Dandártábornok                           | Dandártábornok                           | Ezredes                       | Ezredes                       | Alezredes                              | Őrnagy                  | Őrnagy                                    | Százados              | Százados              | Főhadnagy              | Hadnagy                           | Hadnagy                                    | Без відповідника                           | Без відповідника                           | Без відповідника     | Honvédtisztjelölt                                           | Honvédtisztjelölt                                           | Honvédtisztjelölt                                           |                  |                  |                  |                  |
| Код НАТО                         | OF-10                            | OF-10                            | OF-10                            | OF-10                            | OF-9                                              | OF-9                                              | OF-8                                          | OF-7                                     | OF-6                                     | OF-6                                     | OF-5                          | OF-5                          | OF-4                                   | OF-3                    | OF-3                                      | OF-2                  | OF-2                  | OF-1                   | OF-1                              | OF-1                                       | OF(D)                                      | OF(D)                                      | OF(D)                | Student Officer                                             | Student Officer                                             | Student Officer                                             |                  |                  |                  |                  |
| Франція (Ред.)                   |                                  |                                  |                                  |                                  |                                                   |                                                   |                                               |                                          |                                          |                                          |                               |                               |                                        |                         |                                           |                       |                       |                        |                                   |                                            |                                            |                                            |                      |                                                             |                                                             |                                                             |                  |                  |                  |                  |
| Maréchal de France1              | Maréchal de France1              | Maréchal de France1              | Maréchal de France1              | Général d´armée                  | Général d´armée                                   | Général de corps d'armée                          | Général de division                           | Général de brigade                       | Général de brigade                       | Colonel                                  | Colonel                       | Lieutenant- Colonel           | Commandant                             | Commandant              | Capitaine                                 | Capitaine             | Lieutenant            | Sous- Lieutenant       | Sous- Lieutenant                  | Aspirant                                   | Aspirant                                   | Aspirant                                   | Élève- officier      | Élève- officier                                             | Élève- officier                                             |                                                             |                  |                  |                  |                  |
| Хорватія (Ред.)                  |                                  |                                  |                                  |                                  |                                                   |                                                   |                                               |                                          |                                          |                                          |                               |                               |                                        |                         |                                           |                       |                       |                        |                                   |                                            | Без відповідника                           | Без відповідника                           | Без відповідника     | Без відповідника                                            | Без відповідника                                            | Без відповідника                                            |                  |                  |                  |                  |
| Хорватія (Ред.)                  | Stožerni general                 | Stožerni general                 | Stožerni general                 | Stožerni general                 | General zbora                                     | General zbora                                     | General pukovnik                              | General bojnik                           | Brigadni general                         | Brigadni general                         | Brigadir                      | Brigadir                      | Pukovnik                               | Bojnik                  | Bojnik                                    | Satnik                | Satnik                | Natporučnik            | Poručnik                          | Poručnik                                   | Без відповідника                           | Без відповідника                           | Без відповідника     | Без відповідника                                            | Без відповідника                                            | Без відповідника                                            |                  |                  |                  |                  |
| Чехія (Ред.)                     | Без відповідника                 | Без відповідника                 | Без відповідника                 | Без відповідника                 |                                                   |                                                   |                                               |                                          |                                          |                                          |                               |                               |                                        |                         |                                           |                       |                       |                        |                                   |                                            | Без відповідника                           | Без відповідника                           | Без відповідника     | Без відповідника                                            | Без відповідника                                            | Без відповідника                                            |                  |                  |                  |                  |
| Чехія (Ред.)                     | Без відповідника                 | Без відповідника                 | Без відповідника                 | Без відповідника                 | Armádní generál                                   | Armádní generál                                   | Generálporučík                                | Generálmajor                             | Brigádní generál                         | Brigádní generál                         | Plukovník                     | Plukovník                     | Podplukovník                           | Major                   | Major                                     | Kapitán               | Kapitán               | Nadporučík             | Poručík                           | Poručík                                    | Без відповідника                           | Без відповідника                           | Без відповідника     | Без відповідника                                            | Без відповідника                                            | Без відповідника                                            |                  |                  |                  |                  |
| Код НАТО                         | OF-10                            | OF-10                            | OF-10                            | OF-10                            | OF-9                                              | OF-9                                              | OF-8                                          | OF-7                                     | OF-6                                     | OF-6                                     | OF-5                          | OF-5                          | OF-4                                   | OF-3                    | OF-3                                      | OF-2                  | OF-2                  | OF-1                   | OF-1                              | OF-1                                       | OF(D)                                      | OF(D)                                      | OF(D)                | Student Officer                                             | Student Officer                                             | Student Officer                                             |                  |                  |                  |                  |

## Ворент-офіцери (WO1–CW5)
Ворент-офіцери англ. Warrant Officer (WO) та Чіф-ворент-офіцери англ. Chief Warrant Officer (CWO) — у збройних силах Сполучених Штатів, ранг нижчий за офіцерський, але вищий за рядовий склад. Перший ранг ворент-офіцера (WO1) не має «Доручення» пов'язаного із ним, але натомість має «Ордер» від Секретаріату армії. Ворент-офіцери мають право на ті ж знаки пошани, що і кадрові офіцери, але мають деякі обмеження щодо обов'язків, які притаманні кадровим офіцерам. Ворент-офіцери зазвичай стають кадровими, коли отримують підвищення до Чіф-ворент-офіцера 2 класу (CW2), але не визначаються, як «кадрові офіцери». Ранги (WO1) можуть, а іноді і призначаються комісією, як зазначається у заголовку 10USC.
| Код НАТО                  | WO-5                      | WO-4                      | WO-3                      | WO-2                  | WO-1                  | WO-1 |
| ------------------------- | ------------------------- | ------------------------- | ------------------------- | --------------------- | --------------------- | ---- |
| США (Ред.)                |                           |                           |                           |                       |                       |      |
| Чіф-ворент-офіцер 5 класу | Чіф-ворент-офіцер 4 класу | Чіф-ворент-офіцер 3 класу | Чіф-ворент-офіцер 2 класу | Ворент-офіцер 1 класу | Ворент-офіцер 1 класу |      |
| Код НАТО                  | WO-5                      | WO-4                      | WO-3                      | WO-2                  | WO-1                  | WO-1 |

## Виноски
- 1 Звання; Почесне або посмертне звання; звання на час війни; Церемоніальне звання. Наприклад, у Іспанії це звання носить лише Й. В. Король Іспанії.